# Bornasjuka
Bornasjuka är en sjukdom i nervsystemet hos varmblodiga djur som orsakas av bornavirus. Namnet kommer av den östtyska staden Borna där ett utbrott av sjukdomen bland hästar ägde rum 1885. Bornasjuka har även dokumenterats hos får, fjäderfä, kor, kattdjur och primater. I Sverige kallas sjukdomen "vingelsjuka" när den drabbar katter. Viruset kan även smitta människor. Dess inverkan på oss är omstridd: man har föreslagit att det skulle kunna bidra till psykiska sjukdomar som depression och psykossjukdomar som schizofreni och bipolär sjukdom.
I majoriteten av fall är det katter med möjlighet att röra sig fritt utomhus som drabbas, vilket kan tyda på att smittan finns i naturen och att katterna smittas av till exempel smågnagare eller fåglar. I Finland har antikroppar mot bornavirus påvisats hos sorkar. Vingelsjuka hos katt ses i Sverige framför allt i Mälardalen, men misstänkta fall finns också rapporterade från andra delar av landet.
Viruset infekterar mest sannolikt via nerver i näshålan och munhålan, och transporteras via nerver till centrala nervsystemet (hjärna och ryggmärg). Inkubationstiden varierar sannolikt beroende på virusmängd och infektionsväg. Hos andra djurslag har varierande inkubationstider beskrivits, från 20 dagar hos råtta till sex månader hos häst. Sjukdomstecknen som ses orsakas sannolikt av en kombination av direkt påverkan av viruset och av kroppens försvar mot infektionen.
Smittvägen är oklar, men bygger förmodligen på inandning av droppar av smittad saliv eller snor. Hos katt verkar det inte vara en infektion som smittar direkt mellan katter i någon nämnvärd omfattning. Sekundär hjärnhinneinflammation kan behandlas med penicillin. Symptomen varierar, men kan omfatta upprört eller nedstämt beteende, störd muskelkoordination, ögonproblem och konstig kroppshållning. Bornasjuka är dödlig i 80-100% av fallen hos hästar och i över 50% hos får. Eftersom inget botemedel finns brukar man avliva drabbade katter kort efter diagnosen. Alldeles säker på att det rör sig om bornavirus kan man inte vara förrän djuret obducerats. Numera finns tester för att fastställa diagnosen hos levande katter, genom molekylärdiagnostik och i blodserum, tester utvecklade av Jonas Wensman på SLU.
Viruset isolerades första gången på 1970-talet från ett hästkadaver. Det är ett linjärt enkelkedjigt neurotropiskt RNA-virus, den enda medlemmen av familjen Bornaviridae i ordningen Mononegavirales. I samma ordning återfinns även till exempel rabiesvirus. Bornaviruset har det minsta genomet i sin ordning (8900 baspar) och är det enda som kan föröka sig i värdcellens kärna.